# عبدالغفار چودهاری
عبدالغفار چودهاری (بنگالی: আবদুল গাফফার চৌধুরী; زادهٔ ۱۲ دسامبر ۱۹۳۴ – ۱۹ مهٔ ۲۰۲۲) نویسنده، روزنامه‌نگار، ستون‌نویس، تحلیل‌گر سیاسی و شاعر بنگالی بریتانیایی بود. او بیش از هر چه برای سرایش شعر «اکوشر گان» شناخته می‌شد که به یاد کشته شدگان جنبش زبان بنگالی سروده بود.

## آثار
| Year | Title                                            |
| ---- | ------------------------------------------------ |
| ۱۹۵۸ | Dan Pithe Shawkat (Sawkat, The Daring Kid)       |
| ۱۹۶۰ | Chandrodwiper Upakhyan (The Tale of Chandradwip) |
| ۱۹۶۲ | Nam Na Jana Bhore (The Nameless Dawn)            |
| ۱۹۶۴ | Nil Jamuna (The Blue Jamuna)                     |
| ۱۹۶۷ | Shesh Ratrir Chand (The Late Night Moon)         |